# Брюс Макларен
Брюс Леслі Макларен (англ. Bruce Leslie McLaren; 30 серпня 1937, Окленд, Нова Зеландія — 2 червня 1970, Західний Суссекс, Англія) — новозеландський автогонщик, пілот Формули-1, засновник автогоночної команди «Макларен», яка стала легендарною у Формулі-1, вигравши загалом 9 чемпіонатів світу серед конструкторів і 12 чемпіонатів світу серед пілотів.